# Plakette
Plakette er et lille relief brugt som præmie, æresbevisning, mindetavle eller lignende.
Til plakette anvendes alle metaller — særlig dog bronze og sølv — og alle fremstillingsmåder så som støbning, gravering og prægning. Emnerne til udsmykningen er hentede alle vegne fra, den er enten af ren dekorativ eller genremæssig natur. Berømte er især plakette fra den italienske og tyske renæssance.
| Byggeri og bygningsdele | Spire Denne artikel om byggeri og bygningsdele er en spire som bør udbygges. Du er velkommen til at hjælpe Wikipedia ved at udvide den. |